# 野先帖木儿
野先帖木儿（?—?），元朝宦官。官至宦官同知留守。
元顺帝制龙舟，从后宫到琼华岛往来游戏，因为水浅不能行船，至正十五年（1355年）十二月下诏疏浚大内河道，任命野先帖木儿来监督工役。野先帖木儿推辞上言，自至正十一年以来，天下多事，水旱频发，不宜兴作工役。元顺帝大怒，命他去出使高丽，改命宦官答失蛮监督。不知所终。